# Christiane Hölzel
Christiane Hölzel (* 16. Juli 1981) ist eine ehemalige deutsche Ruderin.
Hölzel gewann mit dem Vierer ohne Steuerfrau die Silbermedaille bei den Junioren-Weltmeisterschaften 1998, im Jahr darauf siegte sie mit dem deutschen Vierer. 2000 gewann sie im Zweier ohne Steuerfrau Bronze beim Nations Cup, einem Vorläuferwettbewerb der U23-Weltmeisterschaften, 2001 folgte eine Bronzemedaille im Vierer.
2002 belegte Hölzel mit dem Vierer den sechsten Platz sowohl bei den U23-Weltmeisterschaften als auch bei den Weltmeisterschaften 1982 in der Erwachsenenklasse. 2003 trat sie beim Ruder-Weltcup in München mit dem Achter an. Bei der Weltcup-Regatta 2005 in Luzern erreichte der deutsche Vierer ohne Steuerfrau mit Christina Hennings, Wilma Dressel, Kerstin Naumann und Christiane Hölzel den zweiten Platz hinter den Chinesinnen. Sechs Wochen später trat der deutsche Vierer bei den Weltmeisterschaften in Gifu mit Mandy Emmrich statt Christina Hennings an. Der deutsche Vierer gewann die Silbermedaille hinter den Australierinnen und vor den Weißrussinnen.
Christiane Hölzel ruderte für Wiking Leipzig, trat aber meist in Rudergemeinschaften mit Ruderinnen anderer Vereine an. Bei den deutschen Meisterschaften 2003 siegte sie im Vierer zusammen mit Sarah Pollmann aus Hamm, Manuela Zander aus Kassel und Katlehn Rodewald aus Potsdam.